# Maud MacCarthy (Omananda Puri)
Maud Maccarthy (Omananda Puri) (Clonmel, 4 luglio 1882 – Douglas, 2 giugno 1967) è stata una violinista, cantante, teosofa, scrittrice, poetessa, insegnante di esoterismo ed una esperta di musica indiana irlandese.

## Biografia
Maud Maccarthy nacque a Clonmel, nella Contea di Tipperary, in Irlanda, figlia del Dr. Charles William MacCarthy e di sua moglie Marion. I suoi primi anni trascorsero a Sydney, in Australia, dove la famiglia emigrò nel 1885. Tuttavia nel 1891 tornò in Gran Bretagna per studiare violino al Royal College of Music di Londra, come allieva di Enrique Fernández Arbós. Da bambina si esibiva in regolari concerti  al Crystal Palace ed alla Queen's Hall. Fece anche una tournée con la Boston Symphony Orchestra e visitò il Sudafrica e l'Australia.
Nel 1905 fu costretta a rinunciare alle sue ambizioni come concertista solista per l'insorgere di una nevrite e andò in India, come compagna di Annie Besant, dove studiò musica indiana, collezionando manoscritti e strumenti, imparando il canto indiano e studiando anche il misticismo indiano. Ritornò in Inghilterra nel 1909 dopo la morte del fratello minore. Nel 1911 sposò William Mann, un collega teosofo, cambiando così il suo nome in Maud Mann. La coppia ebbe una figlia, Joan, nel 1912. Il matrimonio ebbe vita breve poiché presto Maud si innamorò del compositore John Foulds nel 1915. Nonostante la forte opposizione della famiglia e degli amici, Maud e John Foulds lasciarono i rispettivi coniugi e vissero insieme dal 1918 in poi. Ebbero due figli, John Patrick (1916–2009) e Marybride (1922–1988). Alla fine si sposarono nel 1932. Maud scrisse il testo del suo World Requiem che fu eseguito alla Albert Hall per quattro Armistice Nights consecutive tra il 1923 e il 1926.
Nel 1929, mentre vivevano nell'East End, incontrarono un giovane in un evento sociale locale che comunemente chiamavano "Il ragazzo". Una figura tranquilla ma potente che lavorava nelle officine locali del gas, il suo vero nome era William (Bill) Coote. "Il ragazzo" iniziò quasi istantaneamente a incanalare un gruppo di esseri conosciuti come "I Fratelli" che, tramite lui, impartirono profondi insegnamenti spirituali per i successivi 26 anni. Maud tornò in India con John Foulds e William Coote nel 1935, dove "I fratelli" continuarono i loro insegnamenti attraverso "Il ragazzo", avendo un profondo impatto su migliaia di persone in cerca di un significato spirituale. John Foulds morì improvvisamente nel 1939 e Maud sposò "Il ragazzo" nel 1942.
Lei fondò un Āśrama e pubblicò poesie con il nome di Tandra Devi. Prese il nome Swami Omananda Puri dopo la morte di suo marito quando diventò saṃnyāsa (rinuncia alla vita mondana). Fu con questo nome che pubblicò la sua autobiografia delle sue esperienze con "Il ragazzo" in The Boy and the Brothers (Il Ragazzo e I Fratelli) (Londra: Gollancz, 1959). Un secondo libro fu pubblicato postumo come Towards the Mysteries (Londra: Neville Spearman, 1968) che ha ampliò ulteriormente gli insegnamenti ed il messaggio dei Fratelli. I suoi lavori sono ora conservati presso il Borthwick Institute for Archives dell'Università di York.

## Morte
Maud morì a Douglas sull'Isola di Man, a 84 anni e fu sepolta a Glastonbury.